# Rawlins (Wyoming)
Rawlins ist ein Ort und County Seat des Carbon County im US-Bundesstaat Wyoming.

## Geographie
Rawlins bedeckt eine Fläche von 21,3 km² (8,2 mi²), darin sind keine Wasserflächen enthalten. Die Stadt liegt auf einer Höhe von 2073 m über NN.

## Demographie
Am 1. April 2020 hatte Rawlins laut US Census 8221 Einwohner.

### Altersstruktur
| Bevölkerung | Jahre   | Anteil  |
| ----------- | ------- | ------- |
| unter       | 18      | 26,00 % |
| von         | 18 – 24 | 10,10 % |
| von         | 25 – 44 | 29,40 % |
| von         | 45 – 64 | 24,20 % |
| über        | 65      | 10,30 % |

- Das durchschnittliche Alter beträgt 34 Jahre.

## Einrichtungen
In Rawlins befindet sich das Wyoming State Penitentiary, ein Hochsicherheitsgefängnis für etwa 800 Häftlinge. Es wurde 1901 eröffnet und zog 1980 in ein neues Gebäude um. Das alte, auch Wyoming Frontier Prison genannte, Gebäude wurde 1983 in das National Register of Historic Places aufgenommen. Im State Penitentiary wurden auch die im Bundesstaat Wyoming verhängten Todesurteile vollstreckt, zuletzt im Jahr 1992.

## Persönlichkeiten
- James W. Wilson (1917–2001), Generalleutnant der United States Air Force
- Jesse Garcia (* 1982), Filmschauspieler